# Hangar 18 (thuyết âm mưu)
Trong thuyết âm mưu UFO, "Hangar 18" là tên gọi được đặt cho một tòa nhà nghi có chứa các mảnh vỡ UFO hoặc thi thể người ngoài hành tinh. Cái tên này do nhà lý thuyết âm mưu Robert Spencer Carr phổ biến vào năm 1974, với lời tuyên bố rằng nhà chứa máy bay nằm tại Căn cứ Không quân Wright–Patterson gần Dayton, Ohio; trên thực tế, công trình này không được đặt tên là Hangar 18, mà là Khu B, Tòa nhà 23.

## Thuyết âm mưu UFO trước đây
Năm 1966, cuốn sách về thuyết âm mưu UFO nhan đề Incident at Exeter có một câu nhắc đến chuyện kể chiếc đĩa bay bị rơi về các thi thể người ngoài hành tinh trong nhà xác của Không quân tại Sân bay Wright–Patterson.  Đoạn văn này là nguồn cảm hứng cho cuốn tiểu thuyết khoa học viễn tưởng năm 1968 mang tên The Fortec Conspiracy về một vụ che đậy UFO của Bộ phận Công nghệ Nước ngoài của Không quân, đơn vị chịu trách nhiệm nghiên cứu và phân tích ngược tiến bộ kỹ thuật của các quốc gia khác.

## Robert Spencer Carr
Ngày 11 tháng 10 năm 1974, tác giả khoa học viễn tưởng và nhà lý thuyết âm mưu UFO Robert Spencer Carr đã thực hiện một cuộc phỏng vấn trực tiếp trên đài phát thanh, qua đó ông công khai tuyên bố rằng những thi thể người ngoài hành tinh được thu hồi từ vụ rơi đĩa bay ở Aztec, NM đang được lưu giữ tại "Hangar 18" ở Wright-Patterson.  Tuyên bố này đã thu hút sự chú ý đáng kể của báo chí và dẫn đến sự phủ nhận chính thức. Không quân giải thích rằng không có "Hangar 18" nào tại căn cứ này và lưu ý rằng tuyên bố của Carr có nhiều điểm tương đồng với tiểu thuyết khoa học viễn tưởng năm 1966 The Fortec Conspiracy. Trong cuộc phỏng vấn, Carr cũng kể lại câu chuyện về Thượng nghị sĩ Barry Goldwater đề nghị và bị từ chối vào một khu vực hạn chế. Khi được yêu cầu bình luận, Goldwater thừa nhận từng đòi được tham quan và bị từ chối, nhưng Goldwater cho biết ông chưa bao giờ nghe bất kỳ tin đồn nào về thi thể người ngoài hành tinh cả.
Đến tháng 9 năm 1979, những tuyên bố của Carr bao gồm một y tá phẫu thuật đã chứng kiến vụ khám nghiệm tử thi người ngoài hành tinh.
Nhiều thập kỷ sau, con trai của Carr nhớ lại rằng cha mình là một kẻ nói dối thường xuyên, người thường "làm mẹ tôi và tôi xấu hổ khi bịa ra những câu chuyện vô lý trước mặt người lạ... [những câu chuyện về] việc kết bạn với một con cá sấu khổng lồ ở đầm lầy Florida, và chia sẻ những ý tưởng triết học phức tạp với cá heo ở Vịnh México. Không phải những câu chuyện hoang đường đó làm tôi đau lòng đến vậy mà chính là sự khăng khăng dữ dội của ông rằng chúng là sự thật.... Chúng hoàn toàn nghiêm túc, và Chúa ơi, bạn nên giả vờ tin vào chúng hoặc phải đối mặt với cơn thịnh nộ hoặc sự từ chối".
Vào cuối thập niên 1980, những lời tường thuật của Bob Lazar về "Khu vực 51" ở Nevada còn được lưu hành trong thuyết âm mưu như một địa điểm bị nghi là nơi lưu trữ mảnh vỡ, phi thuyền hoặc thi thể người ngoài hành tinh do chính phủ Mỹ thu thập được. Lời xác nhận thi thể người ngoài hành tinh đang được quân đội Mỹ che giấu cũng do nhà nghiên cứu UFO lâu năm Leonard H. Stringfield phổ biến. Stringfield cho biết việc phân tích các thi thể và mảnh vỡ máy bay UFO đang được tiến hành tại Căn cứ Không quân Wright–Patterson, thế nhưng không có mối liên hệ nào được nêu rõ với Roswell. Tháng 7 năm 1978, Stringfield đã phát biểu về các vụ thu hồi máy bay bị cáo buộc tại hội nghị chuyên đề quốc tế MUFON được tổ chức tại Dayton, Ohio. Ngoài ra còn có sự tham dự của Donald Keyhoe, J. Allen Hynek và Ted Bloecher.

## Phim chuyển thể
Tháng 11 năm 1979, các tờ báo địa phương đưa tin rằng Roswell đang được tìm kiếm địa điểm cho một bộ phim sắp ra mắt có tựa đề Hangar 18. Bộ phim này, kịch tính hóa lời kể của Carr, được phát hành vào năm 1980; Sau đó, Thomas E. Bullard mô tả nó là "thần thoại Roswell mới ra đời", trong khi đạo diễn của bộ phim James L. Conway về sau mô tả bộ phim này là "sự kịch tính hóa hiện đại về biến cố Roswell".

## Ảnh hưởng văn hóa
Album Rust in Peace năm 1990 của Megadeth có một bài hát mang tên "Hangar 18".  
Tập phim "Little Green Men" của Star Trek: Deep Space Nine chứng kiến các nhân vật chính, bao gồm Quark, vô tình du hành ngược thời gian về năm 1947, nơi họ bị giam giữ trong Hangar 18. 
Nhóm nhạc hip hop Hangar 18, hoạt động từ năm 2001 đến năm 2009, lấy tên từ nhà chứa máy bay huyền thoại này.

### Trích dẫn
- Disch, Thomas M. (ngày 5 tháng 7 năm 2000). The Dreams Our Stuff is Made Of: How Science Fiction Conquered the World. Simon and Schuster. ISBN 9780684859781.
- Fuller, John G. (1966). Incident at Exeter. G.P. Putnam's Sons. tr. 87–88.
- Peebles, Curtis (ngày 21 tháng 3 năm 1995). Watch the Skies!: A Chronicle of the Flying Saucer Myth. Berkley Books. ISBN 9780425151174.
- Smith, Toby (2000). Little Gray Men: Roswell and the Rise of a Popular Culture. University of New Mexico Press. ISBN 978-0826321213.